# Robert Daniel Carmichael
Robert Daniel Carmichael (1. března 1879 – 2. května 1967) byl americký matematik.

## Životopis
Studoval na Princetonské univerzitě, kde roku 1898 získal bakalářský a později v roce 1911 doktorský titul. Vedoucím jeho doktorského výzkumu byl významný americký matematik G. David Birkhoff. Mezi lety 1911 až 1915 vyučoval na Indianské univerzitě, odkud se přesunul na univerzitu Illinoiskou, kde zůstal až do svého odchodu do důchodu roku 1947.
Carmichael je známý díky svým pracím v oblasti teorie čísel. Jsou po něm pojmenována tzv. Carmichaelova čísla (kterými se zabýval i český matematik Václav Šimerka). Velký význam v matematice hraje i Carmichaelova věta, Carmichaelova funkce nebo jeho výzkum Steinerova systému S(5,8,24).
Během působení na Indianské univerzitě se zabýval také speciální teorií relativity.

## Dílo
- The Theory of Relativity (Teorie relativity), 1.edice, New York: John Wiley & Sons, Inc., pp. 74, 1913.
- The Theory of Numbers (Teorie čísel), New York: John Wiley & Sons, Inc., pp. 94, 1914.[3]
- Diophantine analysis (Diofantická analýza), 1.edice, New York: John Wiley & Sons, Inc., pp. 118, 1915.[3]
- The Theory of Relativity (Teorie relativity). 2.edice, New York: John Wiley & Sons, Inc., pp. 112, 1920.[4]
- A Debate on the Theory of Relativity (Rozprava o teorii relativity), s úvodem od William Lowe Bryan, Chicago: Open Court Pub. CO., pp. 154, 1927.
- The calculus (Matematická analýza), Robert D. Carmichael and James H. Weaver, Boston/New York: Ginn & company, pp. 345, 1927.
- The Logic of Discovery (Logika objevování), Chicago/London: Open Court Publishing CO., pp. 280, 1930; Reprinted of Arno press, New York, 1975
- Mathematical Tables and Formulas (Matematické tabulky a vzorce), Robert D. Carmichael and Edwin R. Smith, Boston: Ginn & company, pp. 269, 1931; Reprint of Dover Publications, Inc., New York, 1962.
- The calculus (Matematická analýza), revidovaný náklad, Robert D. Carmichael, James H. Weaver and Lincoln La Paz, Boston/New York: Ginn & company, pp. 384, 1937.
- Introduction to the Theory of Groups of finite order (Úvod do teorie množin konečné velikosti), Boston/New York: Ginn & company, pp. 447, 1937; Reprint of Dover Publications, Inc., New York, 1956.